# Hypsiboas melanopleura
Hypsiboas melanopleura är en groddjursart som först beskrevs av George Albert Boulenger 1912.  Hypsiboas melanopleura ingår i släktet Hypsiboas och familjen lövgrodor. IUCN kategoriserar arten globalt som otillräckligt studerad. Inga underarter finns listade i Catalogue of Life.